# St. Michael (Bobenthal)
Die katholische Filialkirche Sankt Michael im pfälzischen Bobenthal wurde 1779 erbaut. Sie gehört zur Pfarrei Heiliger Petrus, Dahner Felsenland mit Pfarrsitz in Dahn.

## Geschichte
Ob schon vor 1700 in Bobenthal ein Gotteshaus stand, ist nicht bekannt. Die jetzige Kirche wurde 1779 erbaut und dem heiligen Erzengel Michael geweiht. Aus diesem Jahr stammt auch die erhaltene Rokoko-Kanzel. Im Jahr 1879 wurde der barocke Dachreiter durch eine neoromanische Westfassade mit Turm ersetzt, die Architekt Franz Schöberl entworfen hatte. Nach dem Zweiten Weltkrieg wurde die Kirche 1948 weitgehend wiederhergestellt. In den Jahren 1960 bis 1964 wurde die neoromanische Ausstattung durch eine modernere Ausstattung ersetzt, die der Liturgiereform des Zweiten Vatikanischen Konzils entsprach. In den Jahren  2009 und 2010 folgte wiederum eine Umgestaltung des Kircheninneren, anschließend wurde die Kirche vom Speyrer Bischof Karl-Heinz Wiesemann neu geweiht.

## Äußeres
Die Kirche besteht aus einem neoromanischen Westteil und einem teilweise barocken Kirchenschiff. Der 37 Meter hohe Turm trägt einen Spitzhelm. Er beherbergt ein dreistimmiges Geläut in der Tonfolge b1 – des2 – es2.
An das Kirchenschiff ist im Osten der dreiseitige Chorraum angebaut, ebenfalls aus dem Jahr 1779, die Grundmauern sind wahrscheinlich noch älter.
Die Kirche ist komplett aus heimischem, rotem Sandstein gemauert. Das Fundament des Kirchengebäudes steht bereits im Grundwasser, was im Laufe der Jahre immer wieder zu irreparablen Bauschäden geführt hat. Der Eingang der Kirche ist mit in Stein gehauenen Intarsien und Ornamenten verziert, die 1879 von heimischen Steinmetzen gefertigt wurden.

## Innenraum

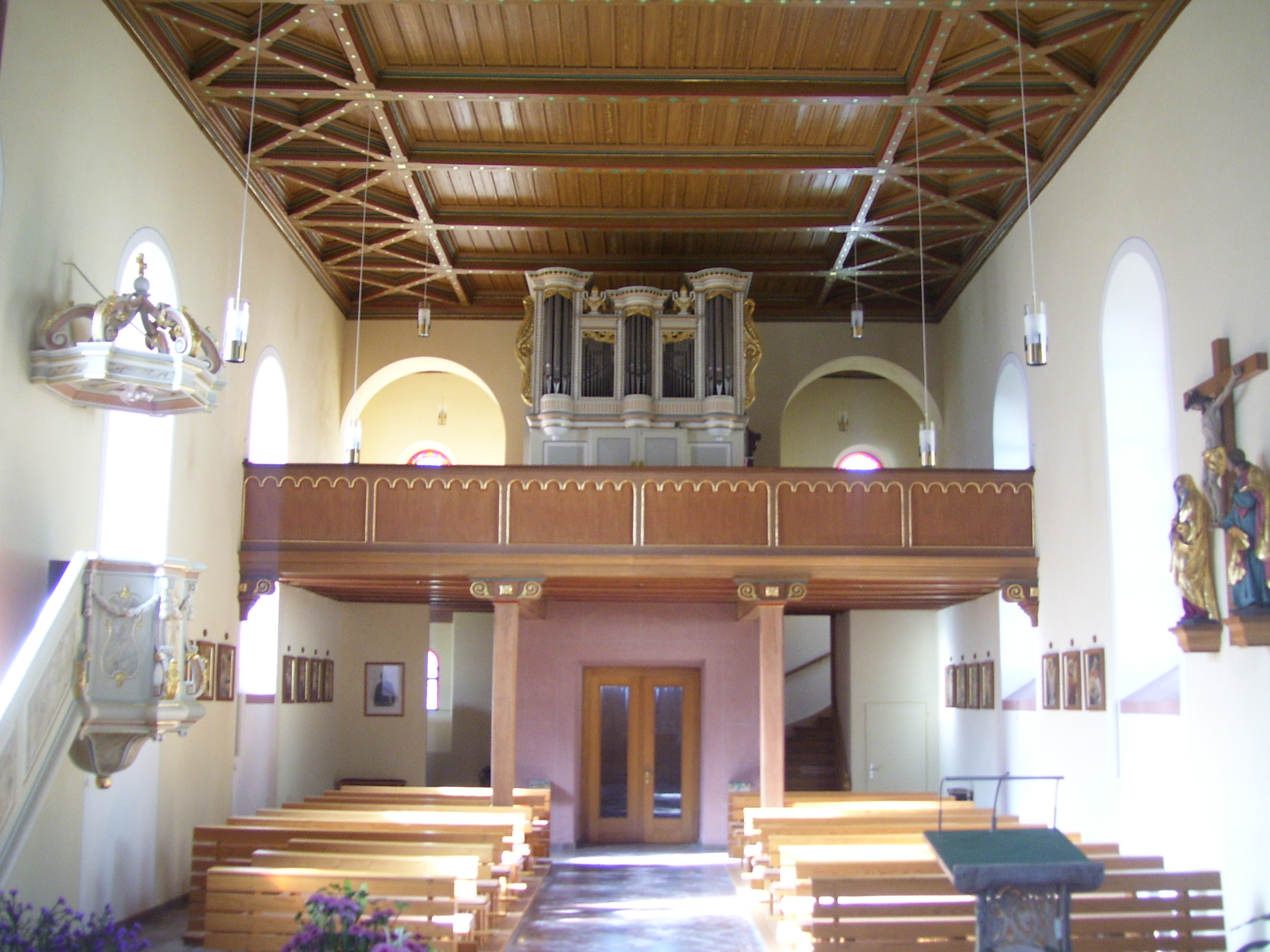
Innenraum

Das Kirchenschiff stammt von 1779, der Boden ist heute mit indischem Sandstein belegt. Hinter Marien- und Michaelsfigur wurden bei der letzten Renovierung zwei neoromanische Nischen in dreidimensionaler Optik nach Vorbild der Kirchenfenster aufgemalt. Den Chorraum begrenzt zum Kirchenschiff hin ein aus Sandstein gefertigter, etwa 10 Meter hoher Chorbogen, darunter steht der 2009 veränderte Zelebrationsaltar. Im selben Stil wie die Decke zeigt sich auch die Orgelempore, die die Ubhaus-Orgel von 1817 trägt.
Das Innere ist heute in gelb und hellblau gehalten, Entwurf und Ausführung stammen von Kirchenmaler Vitus Wurmdobler aus Erbes-Büdesheim.

## Ausstattung

### Liturgische Ausstattung
Die Kirche beherbergt eine von Klaus Ringwald gestaltete und gefertigte Ausstattung, darunter das Kreuz mit Tabernakel im Chorraum, die Kredenz, die Sedilien und den Osterkerzenständer. Diese Ausstattung wurde 2009 von der aufgelösten Krankenhauskapelle in Dahn übernommen.

### Kanzel
Die denkmalgeschützte, heute nicht mehr genutzte Kanzel von 1780 ist das älteste Ausstattungsstück. Sie ist dem Rokoko zuzuordnen.

### Orgel

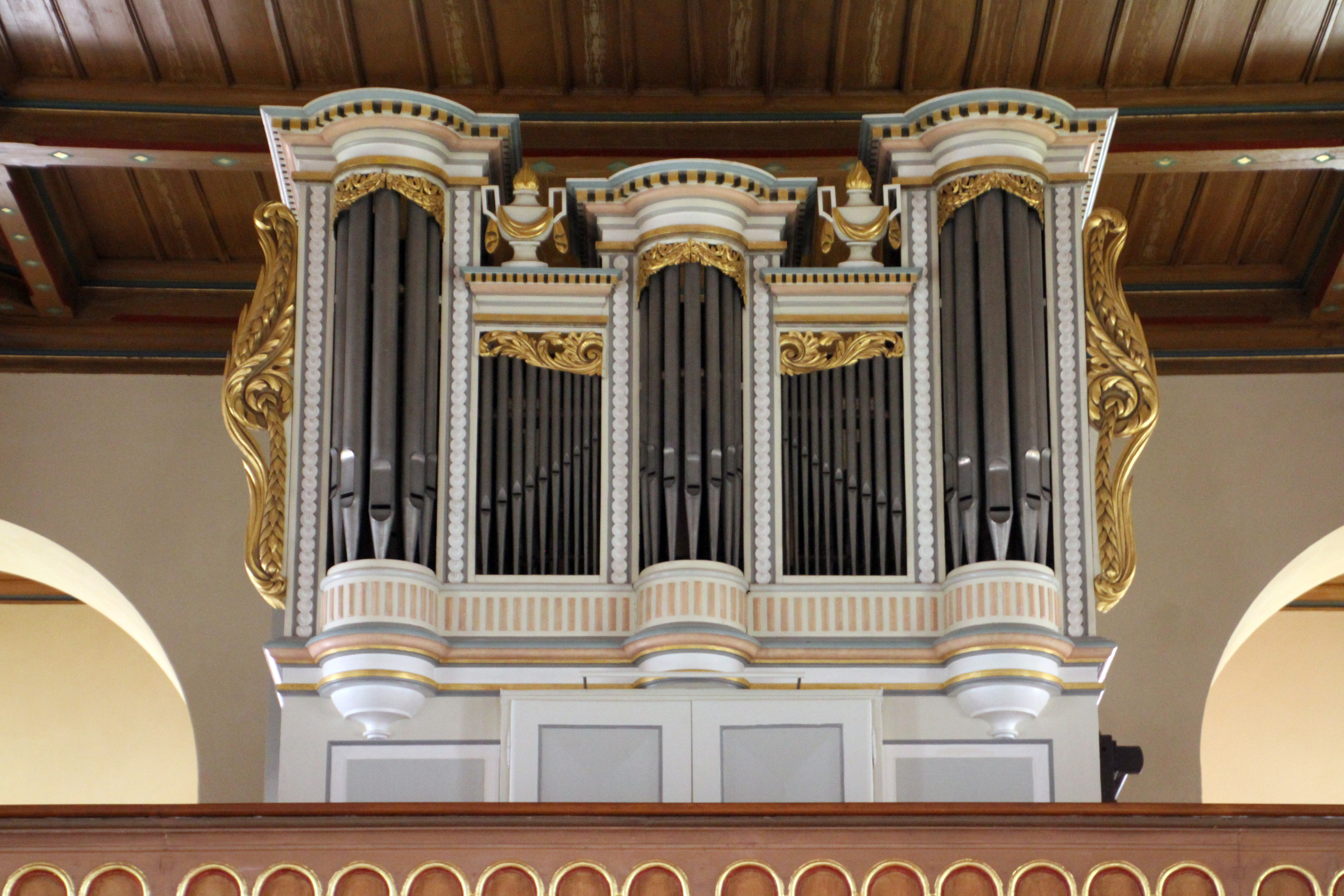
Orgelprospekt von 1817

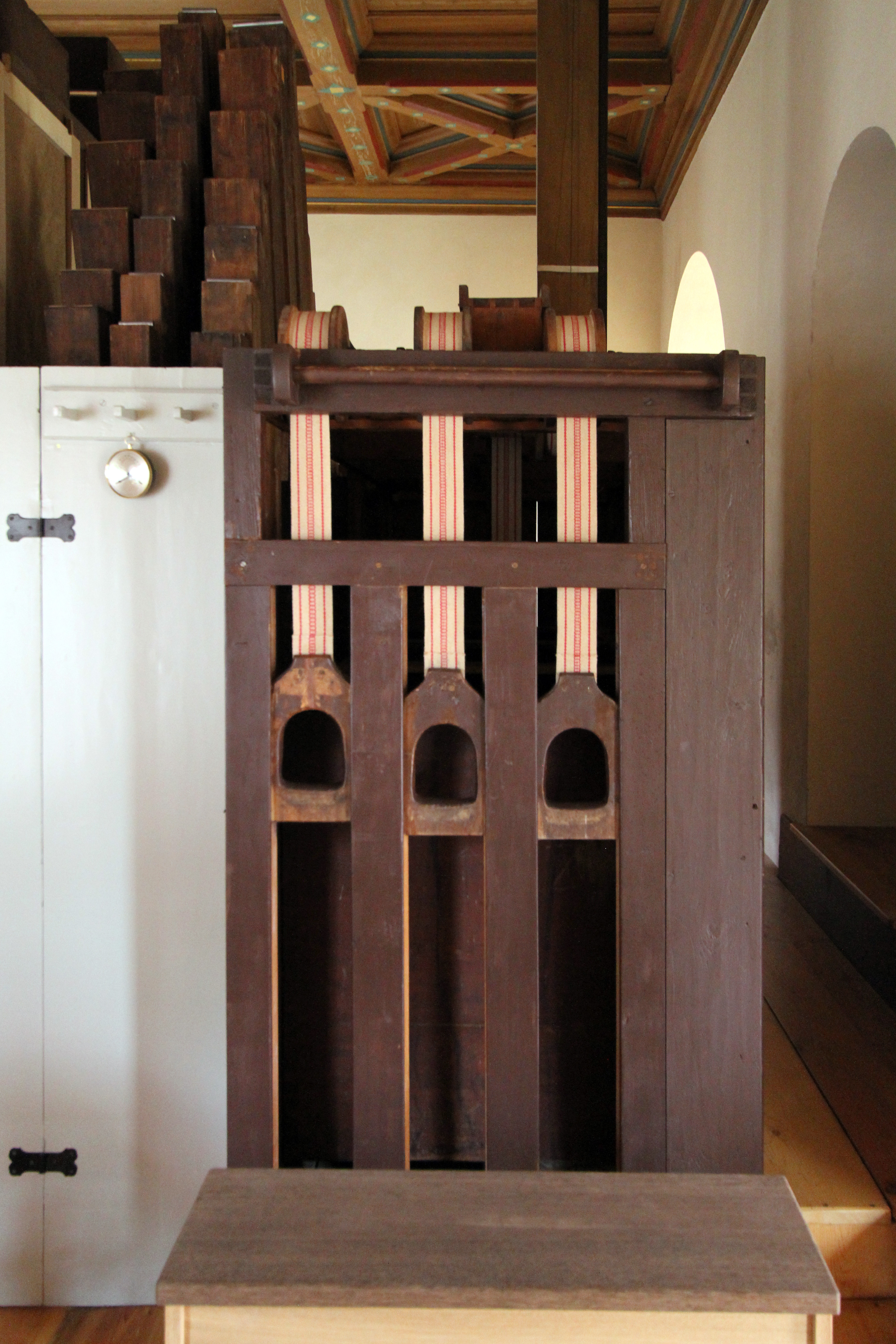
Kastenbalganlage

Auf der Empore befindet sich die Orgel, die 1817 von Wendelin Ubhaus aus Kirrweiler erbaut wurde, einem Schüler des bedeutenden Orgelbauers Seuffert. Der fünfachsige Prospekt wird durch drei Rundtürme beherrscht, die zwei Flachfelder umschließen, die von klassizistischen Vasen bekrönt werden. Im Jahr 1879 wurde die Orgel vom Orgelbauer Balthasar Schlimbach aus Speyer in die neue Kirche umgesetzt und repariert. In diesem Zusammenhang wurde wohl auch die heute noch vorhandene Kastenbalganlage hinzugefügt. Im Zuge des Kirchenneubaus war eigentlich die Anschaffung eines neuen, zeitgemäßen Instrumentes geplant, was aber aus Geldmangel unterblieb. Nach dem Zweiten Weltkrieg wurden u. a. durch Gabriel Kney kleinere Reparaturen durchgeführt, bis E. F. Walcker & Cie. aus Ludwigsburg 1951 ein elektrisches Gebläse einbaute und das Werk einer Überholung unterzog. Besonderheiten sind, dass das Pedal über keinen Subbass 16′ und nur über einen Tonumfang von C–d0 verfügt.
Die über Jahrzehnte vernachlässigte Orgel wurde 2016 und 2017 von der Orgelbauwerkstatt Johannes Rohlf (Neubulach) restauriert. Seit der Restaurierung ist das Instrument ein Anziehungspunkt für hochrangige Organisten, weshalb ab 2017 jedes Jahr drei bis vier Orgelkonzerte veranstaltet werden. Es existieren folgende Musikaufnahmen der Orgel: Wilhelm Krumbach – Historische Orgeln im Landkreis Südwestpfalz, Christian Brembeck – La Pastourelle – die Ubhaus-Orgel zu Bobenthal.
Die Disposition der Orgel lautet wie folgt:
| I Manual C–f3         |       |  |
| Großgedact            | 8′    |  |
| Flaut discant (ab c1) | 8′    |  |
| Viol da Gamb          | 8′/4′ |  |
| Principal             | 4′    |  |
| Kleingedact           | 4′    |  |
| Salicional            | 4′    |  |
| Quint                 | 3′    |  |
| Octave                | 2′    |  |
| Mixtur IV             | 1′    |  |

| Pedal C–d0   |    |  |
| Oktavbass    | 8′ |  |
| Violonbass   | 8′ |  |
| Posaunenbass | 8′ |  |

- Normalkoppel: I/P (nicht abschaltbar)